# Tim Burke (Biathlet)
Timothy „Tim“ Burke (* 3. Februar 1982 in Paul Smiths, Franklin County, New York) ist ein ehemaliger US-amerikanischer Biathlet.

## Karriere
Tim Burke startete für Lake Placid Biathlon und wurde unter anderem von Per Nilsson und Armin Auchentaller trainiert. Mit dem Biathlon begann der in Lake Placid lebende Sportler 1997. Seit 2004 gehört er zum Nationalteam der USA und debütierte im selben Jahr in Ruhpolding im Weltcup (82. im Sprint). Seinen ersten Weltcuppunkt gewann er beim Saisonauftakt 2006/07 in Östersund. In Hochfilzen lief er als Zehnter im Sprint erstmals in die Weltspitze. Seine bislang besten Ergebnisse im Weltcup erreichte Timothy Burke zu Beginn der Saison 2009/2010 in Östersund. Mit Platz 2 im Einzel und Rang 3 im Sprint stand er erstmals auf dem Siegerpodest. Am 20. Dezember 2009 übernahm er als bislang einziger US-Amerikaner die Führung im Biathlongesamtweltcup.
Bei den Olympischen Winterspielen 2006 in Turin trat er im Einzel (57.), Sprint (37.) und der Verfolgung (38.) sowie der Staffel (9.) an. Tim Burke nahm 2010 erneut an den Olympischen Winterspielen teil und startete in allen Rennen. Sein bestes Resultat war der 18. Platz im Massenstart. Mit der Staffel belegte er Rang 13. Tim Burke nahm bisher an acht Weltmeisterschaften teil. Das herausragende Resultat war dabei der Gewinn der Silbermedaille im Einzel bei den 2013 in Nove Mesto, der ersten WM-Medaille eines US-Biathleten seit 1987.
Seit dem 25. Oktober 2014 ist Burke mit der deutschen Ex-Biathletin Andrea Henkel verheiratet.
Nach dem Staffelrennen am Holmenkollen in Oslo am 18. März 2018 beendete Burke seine aktive Karriere. Es war für die US-amerikanische Mannschaft das letzte Rennen der Saison 2017/18, da sich der Verband dazu entschieden hatte, den letzten Weltcup im russischen Tjumen zu boykottieren.

## Statistiken

### Weltcupplatzierungen
Die Tabelle zeigt alle Platzierungen (je nach Austragungsjahr einschließlich Olympische Spiele und Weltmeisterschaften).
- 1.–3. Platz: Anzahl der Podiumsplatzierungen
- Top 10: Anzahl der Platzierungen unter den ersten zehn (einschließlich Podium)
- Punkteränge: Anzahl der Platzierungen innerhalb der Punkteränge (einschließlich Podium und Top 10)
- Starts: Anzahl gelaufener Rennen in der jeweiligen Disziplin
- Staffel: inklusive Mixed- und Single-Mixed-Staffeln

| Platzierung          | Einzel | Sprint | Verfolgung | Massenstart | Staffel | Gesamt |
| -------------------- | ------ | ------ | ---------- | ----------- | ------- | ------ |
| 1. Platz             |        |        |            |             |         |        |
| 2. Platz             | 2      |        |            | 1           |         | 3      |
| 3. Platz             |        | 2      |            | 1           |         | 3      |
| Top 10               | 5      | 10     | 8          | 10          | 23      | 56     |
| Punkteränge          | 15     | 57     | 48         | 29          | 46      | 195    |
| Starts               | 32     | 96     | 59         | 29          | 46      | 262    |
| Stand: 22. März 2015 |        |        |            |             |         |        |

### Olympische Winterspiele
Ergebnisse bei Olympischen Winterspielen:
|                                             | Einzelwettbewerbe | Einzelwettbewerbe | Einzelwettbewerbe | Einzelwettbewerbe | Staffelwettbewerbe | Staffelwettbewerbe |
| Sprint                                      | Verfolgung        | Einzel            | Massenstart       | Herrenstaffel     | Mixedstaffel       |                    |
| ------------------------------------------- | ----------------- | ----------------- | ----------------- | ----------------- | ------------------ | ------------------ |
| Olympische Winterspiele 2006 \| Turin       | 35.               | 36.               | 58.               | –                 | 9.                 |                    |
| Olympische Winterspiele 2010 \| Vancouver   | 47.               | 46.               | 45.               | 18.               | 13.                |                    |
| Olympische Winterspiele 2014 \| Sotschi     | 19.               | 22.               | 43.               | 21.               | –                  | 8.                 |
| Olympische Winterspiele 2018 \| Pyeongchang | 47.               | 17.               | 41.               | –                 | 6.                 | 15.                |